# Död stjärna
Död stjärna är ett musikalbum från 2001 av rockgruppen Eldkvarn. 
Albumet har ett mörkt anslag och innehåller några inåtvända spår som till exempel titelspåret. Texterna av Plura Jonsson är präglade av dels ett uppbrott och dels ett nytt förhållande. 

## Låtlista
Alla låtar är skrivna och komponerade av Plura Jonsson om inget annat anges. 
| Nr  | Titel                          | Kompositör    | Notering | Längd |
| --- | ------------------------------ | ------------- | -------- | ----- |
| 1.  | Död stjärna                    |               |          | 4:59  |
| 2.  | Jag älskar dig                 |               |          | 3:04  |
| 3.  | Maria, inför gud               |               |          | 5:28  |
| 4.  | Jag står upp än                |               |          | 6:08  |
| 5.  | Jag har inte tänkt på dig      |               |          | 4:47  |
| 6.  | Runt solen                     | Carla Jonsson |          | 4:08  |
| 7.  | En farlig väg                  |               |          | 4:50  |
| 8.  | Svarta segel                   |               |          | 3:50  |
| 9.  | Allting jag aldrig fick av dig |               |          | 2:48  |
| 10. | Kvicksilver                    |               |          | 7:39  |
| 11. | Låt kärleken stanna kvar       |               |          | 3:32  |
| 12. | Mitt hjärta tillhör dig        |               |          | 4:53  |

## Medverkande
- Plura Jonsson – sång, gitarr
- Carla Jonsson – gitarrer, sång, piano
- Tony Thorén – bas
- Claes von Heijne – klaviaturinstrument
- Werner Modiggård – trummor

- Christer Jansson – trummor och slagverk
- Ola Gustafsson – steelgitarr
- Fats Baldy – munspel och körsång
- Sara Isaksson – körsång
- Rebecka Törnqvist – körsång
- Linus Larsson – keyboard och ljudprogrammering

## Listplaceringar
| Lista (2001) | Topplacering |
| ------------ | ------------ |
| Sverige      | 11           |